# 2 př. n. l.

## Události
- římský císař Augustus nechal svou dceru Julii poslat do vyhnanství na ostrov Pandateria.
- 5. února – císař Augustus získal titul Pater patriae („Otec vlasti“)

## Úmrtí
- Iullus Antonius, syn Marka Antonia, je popraven za velezradu (* 43 př. n. l.)

## Hlavy států
- Římské impérium – Augustus (27 př. n. l. – 14)
- Parthská říše – Fraatés IV. (38 – 2 př. n. l.) » Fraatés V. (2 př. n. l. – 4)
- Čína – Aj-ti (dynastie Západní Chan)